# 大キレット
大キレット（だいキレット、大切戸）は、長野県・岐阜県境（飛騨山脈）の南岳と北穂高岳の間にあるV字状に切れ込んだ岩稜帯、またはその地を表す地名である。八峰キレット、不帰キレットとともに三大キレットの一つとされる。この縦走ルートは痩せた岩稜が連続し、長谷川ピーク（2841メートル）や飛騨泣きといった難所が点在し、国内屈指の難易度を誇るルートといわれる。キレットとは漢字で「切戸」と書き、外国語ではなく日本語である。

## 概要
近年、関係者の尽力により足場などの設置が施され、以前に比べて危険度は減少している。それでも毎年数名の死亡者と多数の負傷者が出ており、国内の一般登山ルートとしては、今なお最高難度のルートの1つで、一般道に指定されているルート中では日本最難関とされ、"信州 山のグレーディング表"でも最難関（E）に指定されている。上高地より穂高連峰・大キレットを越えて槍ヶ岳に至るルートはアルピニスト憧れのコースともいう。
大キレットの通過自体にも3〜4時間かかるが、両端にある北穂高岳、南岳に登るだけでも急登で1日かかることも、大キレットを困難なものにしている。有効なエスケープルートはないので、天候の悪化には注意を要する（A沢のコル（鞍部）より本谷を降りるルートが存在するが、バリエーションであり、むしろ難易度は高くなる）。「すれ違うことも難しい」という言われかたをすることがあるが、すべての箇所がナイフリッジになっているわけではないため、互いに融通すれば相互通行は可能であるが、混雑時には通行に時間がかかることがある。
また、高校の山岳系の部活動などで行ってはいけないルートとして大キレットを指定している県もある。

## 難所
飛騨側（西側）には樹木がほとんど生えていないが、信州側（東側）は低木があり多少なだらかな為、滑落時の生存率は信州側のほうが高いといわれる。

### 長谷川ピーク
長谷川ピークの名称は、昭和時代に同所付近で滑落して救助された法政大学の学生に由来し、「Hピーク」と岩にペイントされている。

### 飛騨泣き
長谷川ピークより南側にある難所で、切れ落ちた岩にステップが設置されるだけの区間。特に飛騨側（岐阜県側）へ落ちるとほぼ助からないため、この名前が付けられた。